# Paulo Miranda (football, 1974)
Pour les articles homonymes, voir Paulo Miranda et Miranda.
Paulo Miranda de Oliveira dit Paulo Miranda est un footballeur brésilien né le 25 janvier 1974 à São Paulo (Brésil). Il évoluait au poste de milieu de terrain.

## Biographie
Il est transféré pour 15 millions de francs (2,3 M€) de Vasco da Gama à Bordeaux en 2001. Avec les Girondins, il remporte la Coupe de la Ligue l'année suivante. 
Il poursuit sa carrière au Brésil à partir de 2004.

## Carrière
- 1993-1998 :  Atlético Paranaense
- 1999-2001 :  CR Vasco da Gama
- 2001-2003 :  Girondins de Bordeaux
- 2003 :  Cruzeiro EC
- 2004 :  Girondins de Bordeaux
- 2004 :  Clube de Regatas do Flamengo
- 2004-2006 :  AD São Caetano
- 2006 :  Coritiba FC
- 2007 :  Itumbiara EC
- 2008 :  CA Juventus
- 2008 :  Joinville EC
- 2009 :  Santa Helena EC
- 2009-2010 : Deportivo Anzoátegui[1],[2]

## Palmarès
- Champion du Brésil en 2000 avec le CR Vasco da Gama
- Vainqueur de la Copa Mercosur en 2000 avec le CR Vasco da Gama
- Finaliste de la Coupe du monde des clubs en 2000 avec le CR Vasco da Gama
- Vainqueur de la Coupe de la Ligue en 2002 avec les Girondins de Bordeaux